# Casciago
Casciago là một đô thị ở tỉnh Varese trong vùng Lombardia, có cự ly khoảng 50 km về phía tây bắc của Milan và khoảng 4 km về phía tây của Varese. Tại thời điểm ngày 31 tháng 12 năm 2004, đô thị này có dân số 3.960 người và diện tích là 4,0 km².
Casciago giáp các đô thị: Barasso, Gavirate, Luvinate, Varese.